# LEGO Island
LEGO Island is een action-adventurespel ontwikkeld en uitgegeven door Mindscape voor Windows. Het spel werd uitgebracht op 26 september 1997. Het kreeg twee vervolgen: LEGO Eiland 2: De wraak van Dondersteen en Island Xtreme Stunts.

## Ontwikkeling
Het spel droeg tijdens de ontwikkelingsfase de naam Adventures on Lego Island. Aan het begin was de techniek nog beperkt, de ontwikkelaars overwogen een eigen engine te maken voor het spel. Echter werd er voor Direct3D gekozen.
Er waren plannen voor meer gerelateerde spellen, zoals Beneath the Phanta Sea (een spel dat zich afspeelt in de zee rondom het eiland) en een archeologisch spel genaamd DIG. Ontwerper Wes Jenkins had plannen voor een televisieserie van LEGO waarin enkele personages uit het spel zouden meespelen. De ontwikkelaars van het spel werden echter een dag voordat het spel werd uitgebracht ontslagen.

## Personages

### Speelbare personages
- Pepper Roni is een geadopteerde zoon van Mama en Papa Brickolini en kan als het hoofdpersonage worden beschouwd. Hij is goed in wiskunde maar heeft dyslexie.
- Papa Brickolini is een Italiaanse kok met een pizzeria op het eiland. Hij is al redelijk op leeftijd en vergeet soms dingen.
- Mama Brickolini is een pianist en de vrouw van Papa Brickolini. Ze immigreerde naar LEGO Island met alleen haar kleren en piano. Ze houdt volgens haarzelf van warme pizza's en coole muziek.
- Nick Brick is een detective met een monotone stem.
- Laura Brick is de zus van Nick en politieagent. Ze staat meestal stevig met haar beide benen op de grond en is heel actief.

### Niet-speelbare personages
- The Infomaniac is een excentrieke oude man die in het Information Center woont. Hij begeleidt de speler rond het eiland en zorgt voor hulp waar nodig.
- The Brickster is een crimineel wie het meest te vinden is in de gevangenis. Wanneer Pepper een pizza naar hem toe brengt, na het bouwen van de helikopter, ontsnapt hij. Hij maakt gebruik van de warme pizza om zo het slot te smelten.
- Nubby Stevens is de eigenaar van het tankstation. Hij is volgens Laura Brick een filosoof en blijft maar praten over de mysteries van het leven.
- Enter en Return zijn twee ambulancebroeders die de speler assisteren in het ziekenhuisspel.

## Locaties
LEGO Island is een klein eiland met wegen en gebouwen van LEGO. De meeste gebouwen zijn gebaseerd op echte sets die verkrijgbaar waren rond de periode dat het spel werd uitgebracht.
- Het Information Center is het grootste gebouw op het eiland. Het telt drie verdiepingen, op de eerste verdieping kan de speler zijn personage veranderen, zich verplaatsen naar een locatie op het eiland en het spel afsluiten. Tevens zijn hier de ranglijsten te vinden. Aan de buitenkant is de fiets te vinden.
- Het politiestation bevat de plek waar de helikopter kan worden gebouwd. Deze kan na het bouwen worden gebruikt, een motorfiets is hier tevens beschikbaar.
- De gevangenis ligt op een kleine steen, die verbonden is met het eiland door middel van een brug. De helikopter is hier tevens te vinden.
- De pizzeria is volgens de personages uit het spel de enige plek waar je kunt eten op het eiland. De missies waarbij je pizza's moet bezorgen beginnen hier. Door middel van een jukebox kan de speler luisteren naar de verschillende muziek uit het spel. Pepper zijn skateboard is hier te vinden.
- Verder bevat het eiland nog een tankstation waar de speler een buggy kan maken, een racebaan waar het racespel kan worden gespeeld en een park met verschillende huizen. Een winkel is ook in het spel te vinden, maar is gesloten wegens renovatie.

## Achtergrondmuziek
| Uitvoerder (+ Muziekschrijver)       | Titel |
| ------------------------------------ | --- |
| Lorin Nelson & Lorin Swelk Orchestra | "Baroque in Brick" (Juke Box song) Opening Theme Jail Theme Park Theme Cave Theme Chase the Brickster song LEGO Radio tunes (2) Residential Song |
| Torpedoes                            | Surf Sounds/Jetski "Mantaray" (Juke Box song) LEGO Radio tune                                                                                    |
| Peter Dunne                          | Race Track Music |
| Polkacide                            | "Brick Barrel Polka" (winning song) "Polka Lament" (losing song)                                                                                 |
| Bob Conlon & Decal                   | "The Brickster" (Juke Box song) |
| Monica Pasqual                       | "Mama, Papa Brickolini" (Juke Box song) |
| Annie Wallis                         | "Think I'm Gonna Build Me a Bridge Today" (Juke Box song)                                                                                        |
| David Huston                         | The Medical Center theme\Hospital theme |
| Dave Barrows                         | Police Station Sax, Helicopter Build |
| Henry Salvia & Kathleen Enright      | "Brick by Brick" (Juke Box song) Garage and Tow Truck Mission Dune-buggy Build Mama Brickolini's piano riffs                                     |
| Michael Blakeman                     | Information Center Music Helicopter Music LEGO Radio tune Residential area song Bank song                                                        |

## Systeemeisen
De volgende systeemeisen zijn minimaal, enkele aanpassingen zijn benodigd om het spel op hedendaagse systemen te spelen.